# Ubojnia

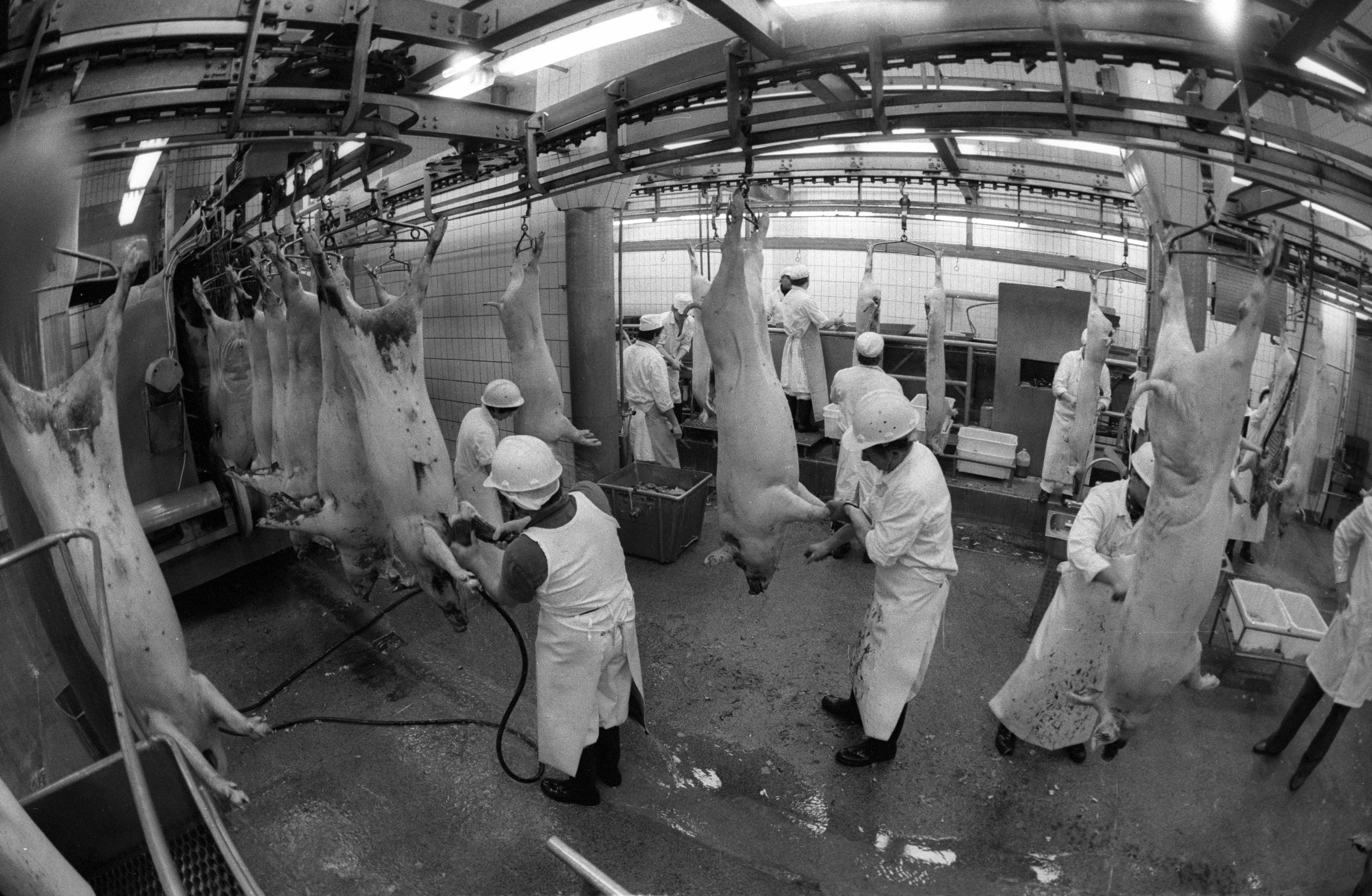
Ubojnia

Ubojnia (również rzeźnia) – zakład dokonujący uboju i patroszenia zwierząt, których mięso jest przeznaczone do spożycia przez ludzi.
Współcześnie największe rzeźnie w Polsce dokonują uboju do 12 tysięcy świń dziennie.